# ميزانو أدرياتيكو
ميزانو أدرياتيكو (بالإيطالية: Misano Adriatico)‏ هي بلدية في مقاطعة ريميني في إقليم إميليا رومانيا في إيطاليا.

## السكان
في سنة 1861 بلغ عدد السكان 2٬493 نسمة، وتطور العدد ليصل في سنة 2011 لـ 12٬252 نسمة.
يظهر هذا المخطط البياني تطور النمو السكاني لـ ميزانو أدرياتيكو